# Rosella Postorino
Rosella Postorino (née en 1978 à Reggio de Calabre) est une romancière italienne contemporaine. 
En 2013, elle a remporté le prix international Città di Penne et en 2018, les prix Rapallo-Carige et Campiello.

## Biographie
Née à Reggio de Calabre en 1978, elle a grandi à San Lorenzo al Mare, en Ligurie. En 2002, elle a déménagé à Rome. En 2004, elle a publié sa première nouvelle In una capsula dans l'anthologie Ragazze che dovresti conoscere, et en 2007, elle a publié son premier roman La stanza di sopra.
Elle a traduit et édité quelque œuvres de Marguerite Duras.
Avec le roman Le assaggiatrici (Feltrinelli 2018) (La goûteuse d'Hitler), elle remporte la 56e édition du prix Campiello, le prix Luigi Russo, le prix Rapallo-Carige et le prix Vigevano Lucio Mastronardi. La traduction française de son roman a remporté le 25e Prix Jean Monnet lors du LEC Festival 2019. Le roman est basé sur la vie de Margot Woelk, une jeune femme qui devait, avec 14 autres, goûter la nourriture d'Hitler afin de s'assurer qu'elle n'était pas empoisonnée.

## Œuvre

### Romans
- La stanza di sopra, Vicenza, Neri Pozza, 2007  (ISBN 978-88-545-0165-2)
- L'estate che perdemmo Dio, Turin, Einaudi, 2009  (ISBN 978-88-06-19625-7)
- Il corpo docile, Turino, Einaudi, 2013  (ISBN 978-88-06-19664-6)
- Le assaggiatrici, Milan, Éditions Feltrinelli, 2018  (ISBN 978-88-07-03269-1), traduit en français sous le titre La goûteuse d'Hitler, Albin Michel, 2019
- Mi limitavo ad amare te, Milan, Éditions Feltrinelli, 2023  (ISBN 9788807035265), traduit en français sous le titre Et moi, je me contentais de t’aimer, Albin Michel, 2023

### Reportages
- Il mare in salita, Rome - Bari, GLF editori Laterza, 2011  (ISBN 978-88-420-9682-5)

### Anthologies
- Ragazze che dovresti conoscere, Turin, Einaudi, 2004  (ISBN 88-06-17000-7)
- Working for paradise, Milan, Éditions Bompiani, 2009  (ISBN 978-88-452-6369-9)

### Traductions
- Moderato cantabile de Marguerite Duras, Trieste, Nonostante, 2013  (ISBN 978-88-98112-01-2)
- Testi segreti de Marguerite Duras, Trieste, Nonostante, 2015  (ISBN 978-88-98112-05-0)